# Francisco Lucas de Lasala Ejea
Francisco Lucas de Lasala Ejea (Jaca, c. 1570 - Jaca, c. 1628). Infanzón y Notario de Jaca entre 1596 y 1628, fue también Justicia de la ciudad en 1621, actuando además como juez en algún pleito.

## Biografía
Era hijo del notario Francés de Lasala Remírez (nieto del mercader Juan de Lasala Santa Fe) y de María Ejea de Luna-Asso, descendiente de los Luna, señores de Asso.
En 1621 como Justicia de Jaca, intervino en un conflicto entre Felipe Abarca, señor de Navasa, y Pedro Bonet, ambos ciudadanos de Jaca, ordenando paz entre ellos por 101 años. Ese mismo año el propio Francisco Lucas, requirió la asistencia del Justicia de Aragón por la aprehensión por un tercero de unos bienes que le pertenecían.
Desconocemos cuándo falleció pero sus protocolos se interrumpen en el año 1628, lo que podría ser indicativo de su fallecimiento.

## Matrimonios e hijos
En 1598 contrajo matrimonio con Juana de Conte Cañardo,con quien tuvo los siguientes hijos:
- Francisco de Lasala Conte. Primogénito del matrimonio y sucesor del casal del linaje en Jaca,[6] contrajo matrimonio con Francisca Abarca Íñiguez, hija de Felipe Abarca, señor de Garcipollera. Ambos fueron padres del militar y escritor Francisco Ventura de la Sala y Abarca;

- Diego de Lasala Conte, príncipe de Carpignano, en la región de Campania en Italia. En 1645 capitaneaba una Compañía de infantería en Nápoles, combatiendo los tumultos de 1647 que instauraron la efímera República Napolitana (1647-1648). Sucumbió en la peste de Nápoles de 1656.[7]

- Pablo de Lasala Conte. Fue caballero del hábito de Montesa, muerto en Flandes (quizá en el sitio de Breda) en 1625;

- José de Lasala Conte. Caballero de Santiago, muerto en la batalla de Avigliana (1630);

- Juana de Lasala Conte, que en 1624 contrajo matrimonio con Francisco Alavés Ibós,[8]señor de San Clemente en el valle de La Garcipollera, con quien tuvo a Jerónimo Alavés Lasala, sucesor del señorío y Caudillo de la Guardia del Reino de Aragón en Jaca.[9]